# Frigg

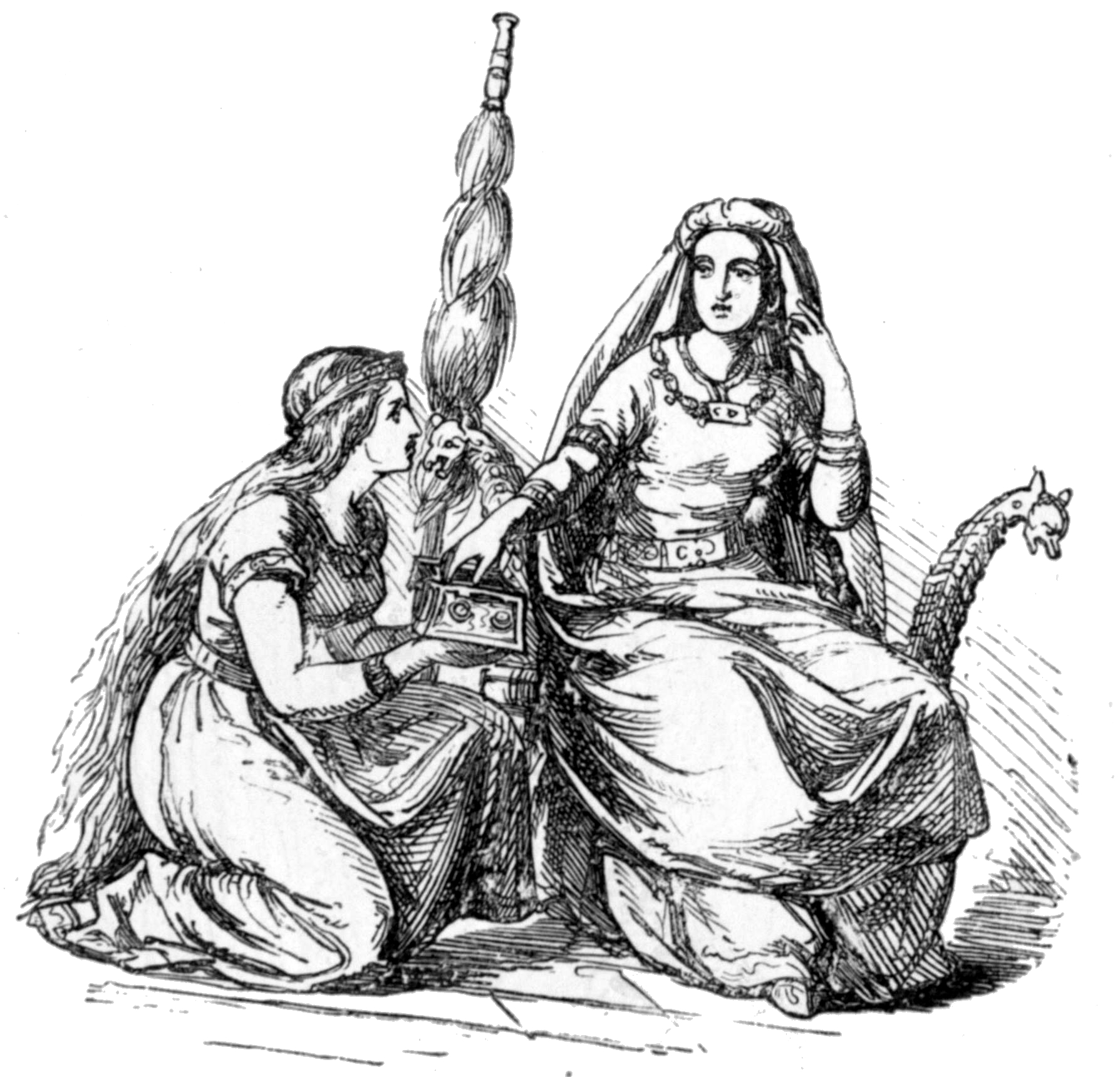
Frigg i Fulla

Frigg – bogini nordycka z rodu Azów. Według poematu Lokasenna córka starszego bóstwa Fjørgyn, według innych źródeł olbrzymki Jörð i Odyna, macocha Thora. Frigg była małżonką Odyna, boginią małżeństwa, opiekunką rodziny, ogniska domowego i bóstwem deszczu.
Według mitów tkała ona wraz ze swymi służkami chmury w swym Morskim Dworze – Fensalir. Zajmowała miejsce obok męża, mogła nawet zasiadać na jego tronie Hliðskjálf. Znała przeznaczenie, a jednak nie mogła go odwrócić – tak stało się w przypadku Baldura, gdy prosząc każde stworzenie o nieczynienie krzywdy swemu synowi zapomniała o jemiole. Frigg miała zapłakać dwa razy w historii świata: pierwszy raz – gdy zginął Baldur, drugi – gdy nastanie koniec świata i zginie Odyn. Usługuje jej Fulla, uważana czasem za jej siostrę.
Wyobrażano ją jako kobietę spowitą w chmury, lecącą na miotle, co być może dało początek późniejszym wyobrażeniom o czarownicach.
Ze względu na podobieństwo imion, kompetencji i związki z Odynem Frigg (z rodu Asów) mylona była z Freją (z rodu Wanów), siostrą Frejra, córką Niorda. (źródło "Heroje Północy" Jerzy Ros)
Frigg poświęcono piąty dzień tygodnia[niewiarygodne źródło?] (ang. Friday, niem. Freitag, w językach norweskim, duńskim, szwedzkim fredag, w niderlandzkim vrijdag). Atrybutem Frigg była brzoza.